# Little Caesars Arena
Little Caesars Arena, tijdens planning en bouw nog aangeduid als het Detroit Events Center, is een sportcomplex in Midtown Detroit, Michigan, de wijk direct ten noorden van Downtown Detroit. Het stadion werd in 2017 geopend en was sindsdien de thuisbasis voor het NBA-team Detroit Pistons, die tot 2017 in The Palace of Auburn Hills speelden, en voor het NHL-team Detroit Red Wings, die tot 2017 in de Joe Louis Arena speelden. Afhankelijk van configuratie en het speelveld in functie van de sport heeft het stadion 19.515 tot 20.491 zitplaatsen, daarmee is het de grootste indoor arena van de staat Michigan.

## Geschiedenis
De plannen voor het bouwwerk werden getekend door Hellmuth, Obata + Kassabaum, HOK, een gekend Amerikaans architecten- en ingenieursbureau. Het initieel bouwbudget bedroeg 450 miljoen dollar. Een groundbreaking ceremonie werd gehouden op 25 september 2014, de bouw begon op 24 april 2015, het stadion kon geopend worden op 5 september 2017. De kosten waren in 2017 opgelopen tot 862,9 miljoen dollar.